# Uromastycinae
Uromastycinae (лат.) — подсемейство ящериц из семейства агамовых, представители которого распространены в Азии и Африке.

## Описание
Общий размер представителей этого подсемейства колеблется от 45 до 75 см. Цвет кожи серый или бурый с различными оттенками с желтоватыми, зелёными или голубыми горошинками или крапинками. Туловище несколько неуклюжее, челюсти мощные. Хвост состоит из колец, покрытых шипами.

## Образ жизни
Обитают в песчаных, каменистых местах, передвигаются главным образом по земле. Характер миролюбивый, часто содержатся в террариумах. На воле защищаются от врагов с помощью хвоста с колючками и мощных челюстей. Прячутся в норах или среди камней, питаются растительной пищей.

## Размножение
Это яйцекладущие ящерицы. Самки откладывают до 20 яиц.

## Распространение
Обитают в северной и восточной Африке, на Ближнем Востоке и в юго-западной Азии.

## Классификация
На июль 2018 года в подсемейство включают 18 видов в 2 родах:
- Saara
  - Saara asmussi (Strauch, 1863)
  - Saara hardwickii (Gray, 1827) — Индийский шипохвост
  - Saara loricata (Blanford, 1874) — Панцирный шипохвост
- Uromastyx — Шипохвосты
  - Uromastyx acanthinura Bell, 1825 — Африканский шипохвост
  - Uromastyx aegyptia (Forskal, 1775) — Обыкновенный шипохвост
  - Uromastyx alfredschmidti Wilms & Böhme, 2001
  - Uromastyx benti (Anderson, 1894)
  - Uromastyx dispar Heyden, 1827
  - Uromastyx geyri Müller, 1922
  - Uromastyx macfadyeni (Parker, 1932) — Шипохвост Макфедиена
  - Uromastyx nigriventris Rothschild & Hartert, 1912
  - Uromastyx occidentalis Mateo, Geniez, Lopez-Jurado & Bons, 1999
  - Uromastyx ocellata Lichtenstein, 1823
  - Uromastyx ornata Heyden, 1827 — Украшенный шипохвост
  - Uromastyx princeps O'Shaughnessy, 1880
  - Uromastyx shobraki Wilms & Schmitz, 2007
  - Uromastyx thomasi Parker, 1930
  - Uromastyx yemenensis Wilms & Schmitz, 2007

## Галерея

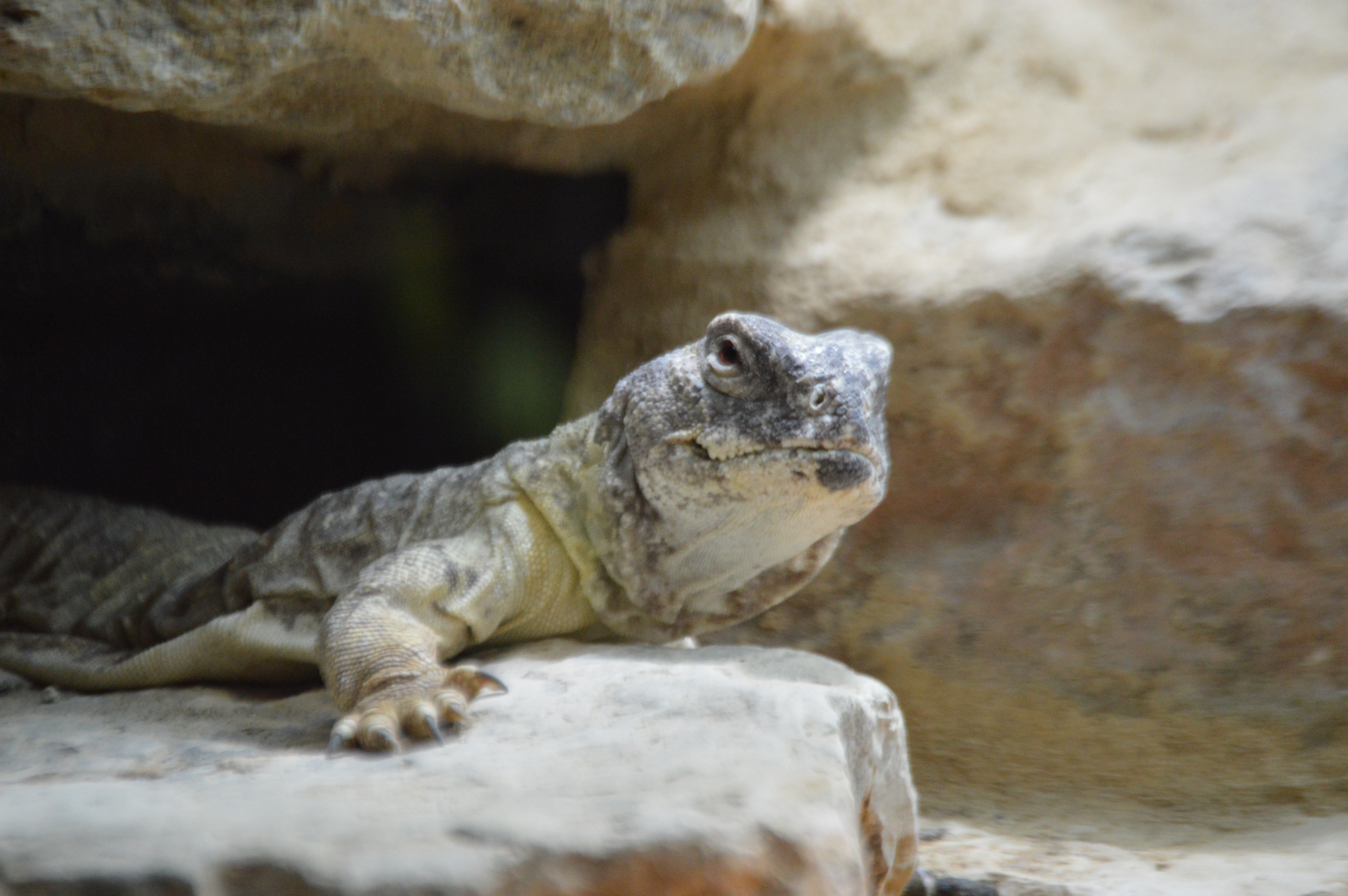
Обыкновенный шипохвост
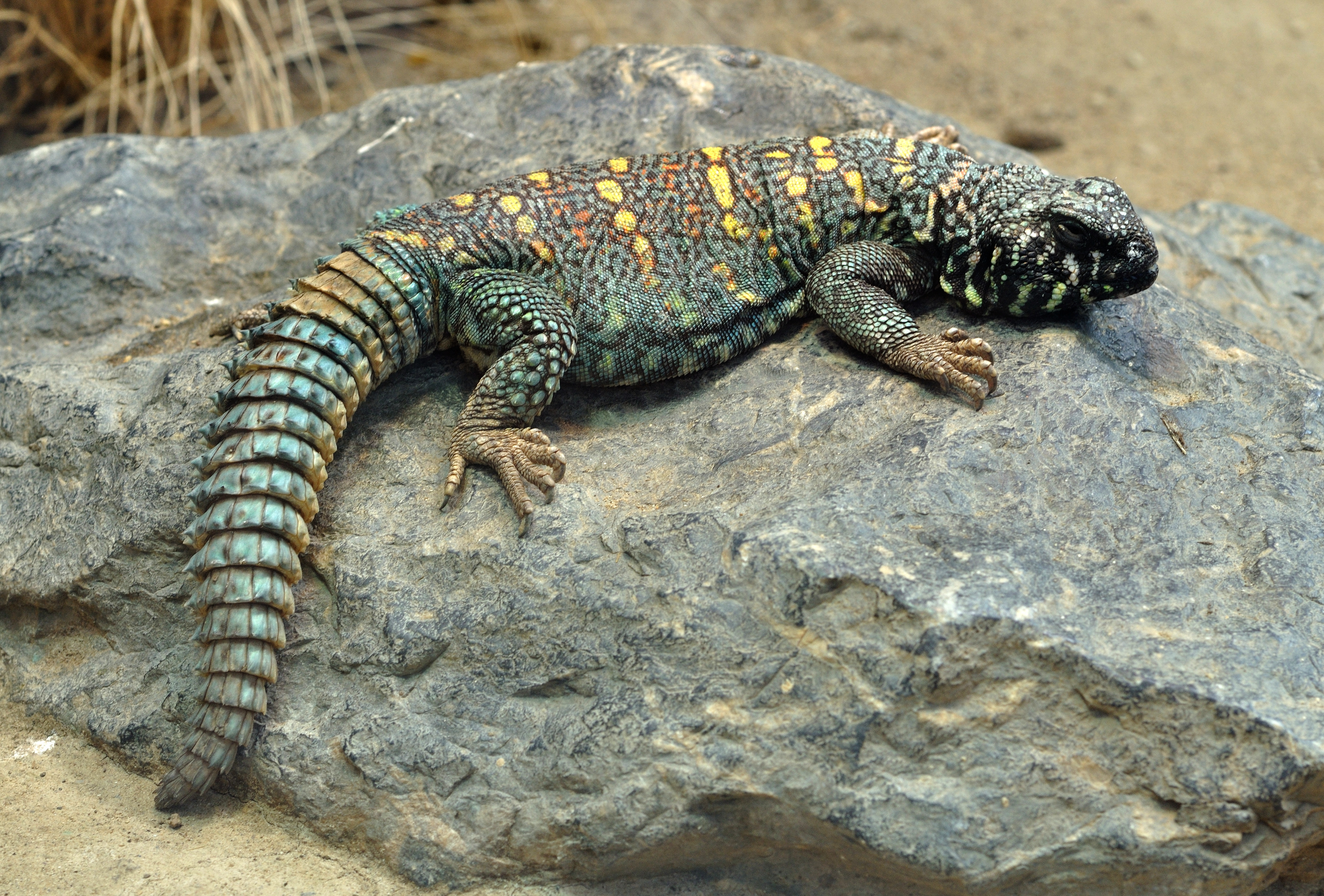
Uromastyx ocellata
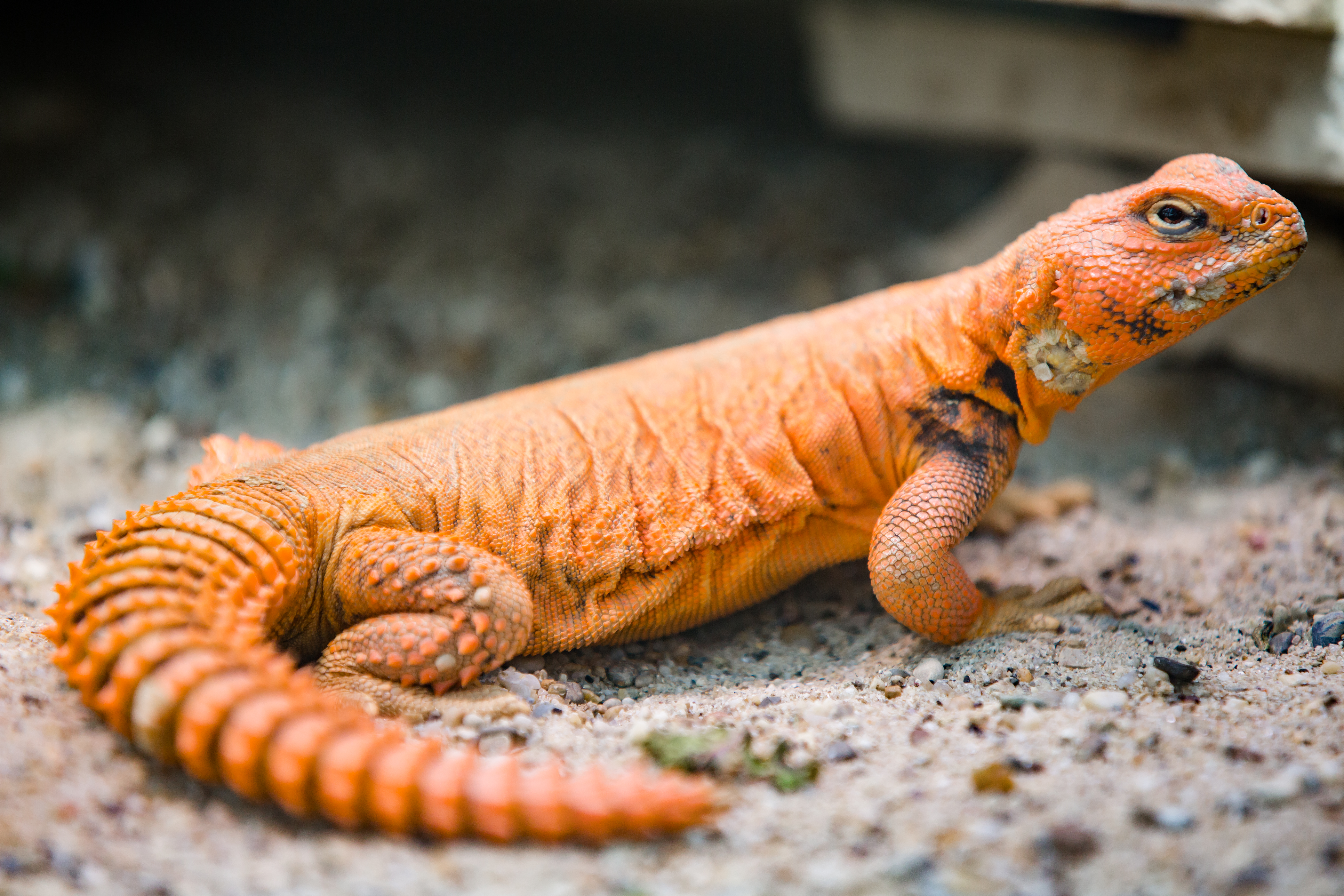
Uromastyx geyri
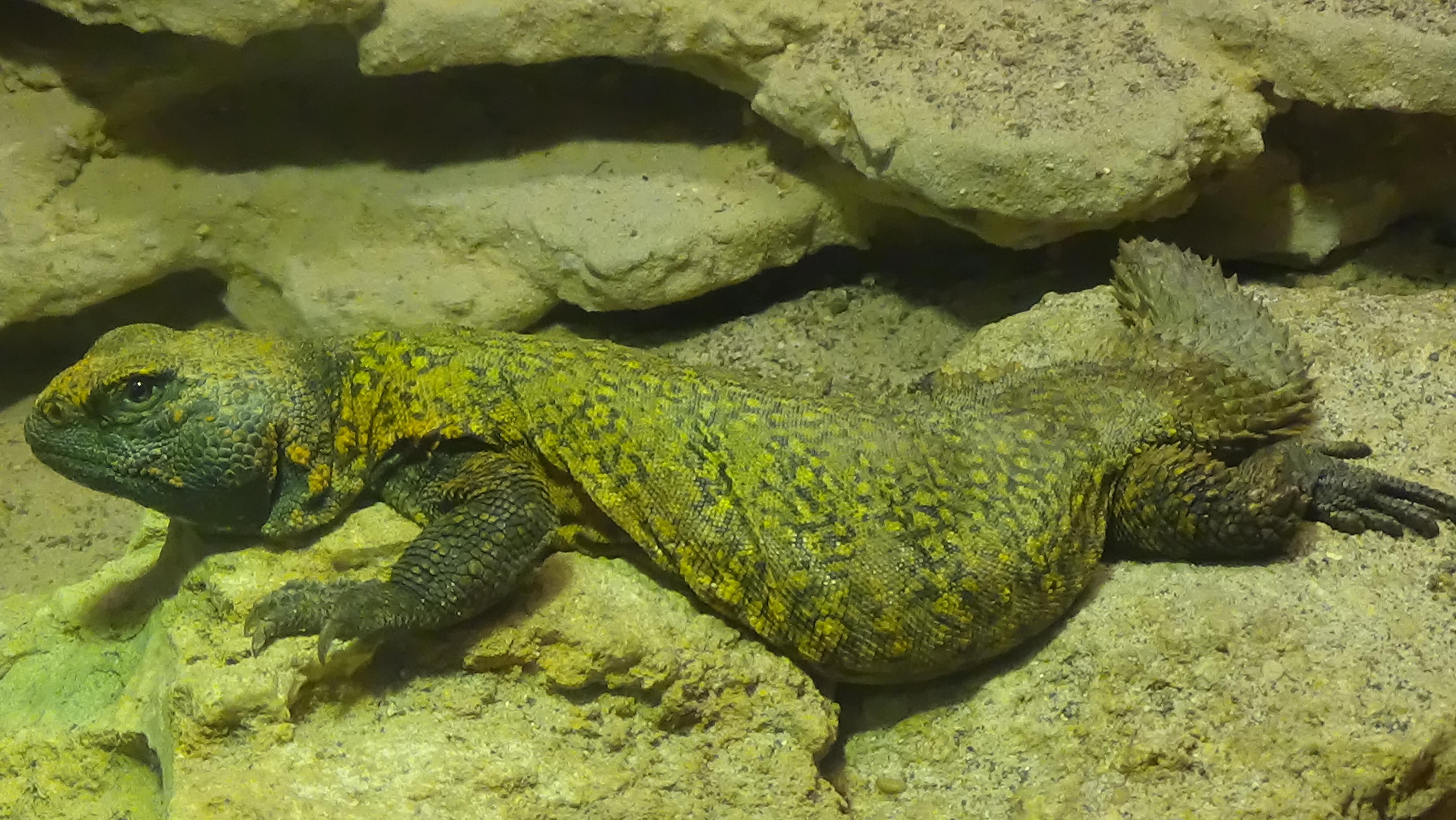
Uromastyx nigriventris